# 544 Jetta
544 Jetta este o planetă minoră (asteroid), cu un diametru de 27,169 km, din centura de asteroizi. A fost descoperită pe 11 septembrie 1904 la Observatorul Königstuhl de Paul Götz⁠(d) și a fost numită după Jetta⁠(d). 
Obiectul prezintă o orbită caracterizată de o semiaxă mare de 2,5923050792203 UAi, o excentricitate de 0,15261399013747, o înclinație de 8,375 ° în raport cu ecliptica.